# Grand Prix Monako 1934

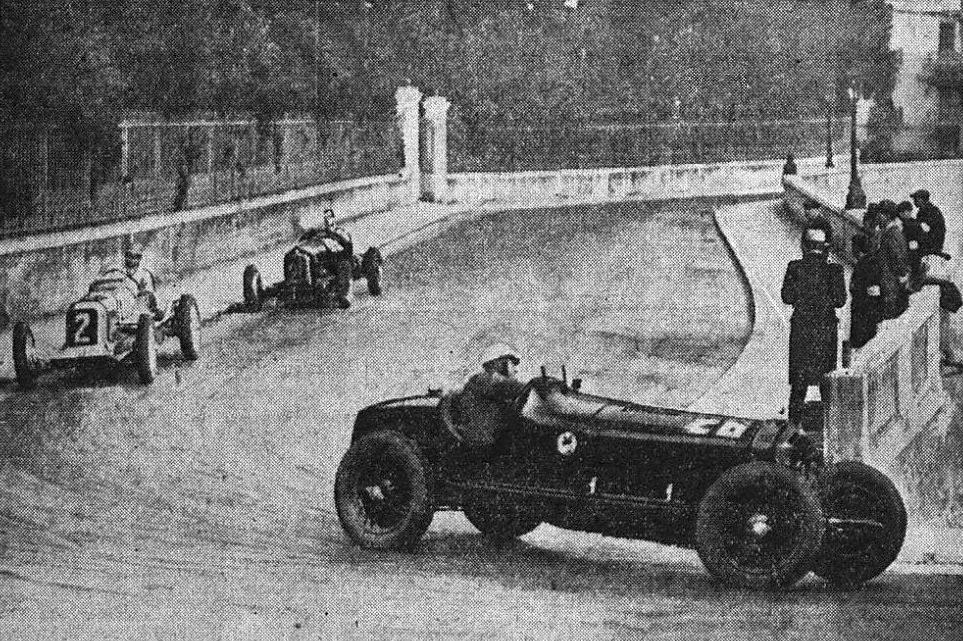
Renato Balestrero, Francis Curzon i Guy Moll podczas Grand Prix Monako 1934

Grand Prix Monako 1934 (oryg. VI Grand Prix de Monaco) – jeden z wyścigów Grand Prix rozegranych w 1934 roku, a pierwszy spośród tzw. Grandes Épreuves.

## Lista startowa
Na niebieskim tle kierowcy, którzy nie wzięli udziału w kwalifikacjach, lecz współdzielili samochód w czasie wyścigu
| Nr | Kierowca            | Zespół                      | Samochód             | Silnik             |   |
| -- | ------------------- | --------------------------- | -------------------- | ------------------ | - |
| 2  | Earl Howe           | Earl Howe                   | Maserati 8CM         | Maserati 3.0 S-8   | ? |
| 4  | Whitney Straight    | prywatny                    | Maserati 8CM         | Maserati 3.0 S-8   | ? |
| 6  | Robert Benoist      | Automobiles E. Bugatti      | Bugatti T59          | Bugatti 2.8 S-8    | ? |
| 8  | René Dreyfus        | Automobiles E. Bugatti      | Bugatti T59          | Bugatti 2.8 S-8    | ? |
| 10 | Jean-Pierre Wimille | Automobiles E. Bugatti      | Bugatti T59          | Bugatti 2.8 S-8    | ? |
| 12 | Pierre Veyron       | prywatny                    | Bugatti T51          | Bugatti 2.3 S-8    | ? |
| 14 | Philippe Étancelin  | prywatny                    | Maserati 8CM         | Maserati 3.0 S-8   | ? |
| 16 | Louis Chiron        | Scuderia Ferrari            | Alfa Romeo Tipo B/P3 | Alfa Romeo 2.9 S-8 | ? |
| 18 | Marcel Lehoux       | Scuderia Ferrari            | Alfa Romeo Tipo B/P3 | Alfa Romeo 2.9 S-8 | ? |
| 20 | Guy Moll            | Scuderia Ferrari            | Alfa Romeo Tipo B/P3 | Alfa Romeo 2.9 S-8 | ? |
| 22 | Carlo Felice Trossi | Scuderia Ferrari            | Alfa Romeo Tipo B/P3 | Alfa Romeo 2.9 S-8 | ? |
| 24 | Achille Varzi       | Scuderia Ferrari            | Alfa Romeo Tipo B/P3 | Alfa Romeo 2.9 S-8 | ? |
| 26 | Renato Balestrero   | Gruppo Genovese San Giorgio | Alfa Romeo Monza     | Alfa Romeo 2.6 S-8 | ? |
| 28 | Tazio Nuvolari      | prywatny                    | Bugatti T59          | Bugatti 2.8 S-8    | ? |
| 30 | Eugenio Siena       | Scuderia Siena              | Maserati 8C-3000     | Maserati 2.5 S-8   | ? |
| 32 | Piero Taruffi       | Officine Alfieri Maserati   | Maserati 4C-2500     | Maserati 2.5 S-4   | ? |
| Nr | Kierowca            | Zespół                      | Samochód             | Silnik             |   |

## Wyniki

### Kwalifikacje
Źródło: teamdan.com
| Poz. | Nr | Kierowca            | Konstruktor | Czas | Poz. s. |
| ---- | -- | ------------------- | ----------- | ---- | ------- |
| 1    | 22 | Carlo Felice Trossi | Alfa Romeo  | 1:58 | 1       |
| 2    | 14 | Philippe Étancelin  | Maserati    | 1:59 | 2       |
| 3    | 8  | René Dreyfus        | Bugatti     | 1:59 | 3       |
| 4    | 24 | Achille Varzi       | Alfa Romeo  | 1:59 | 4       |
| 5    | 28 | Tazio Nuvolari      | Bugatti     | 1:59 | 5       |
| 6    | 16 | Louis Chiron        | Alfa Romeo  | 2:00 | 6       |
| 7    | 20 | Guy Moll            | Alfa Romeo  | 2:00 | 7       |
| 8    | 32 | Piero Taruffi       | Maserati    | 2:00 | 8       |
| 9    | 10 | Jean-Pierre Wimille | Bugatti     | 2:00 | 9       |
| 10   | 18 | Marcel Lehoux       | Alfa Romeo  | 2:00 | 10      |
| 11   | 4  | Whitney Straight    | Maserati    | 2:02 | 11      |
| 12   | 30 | Eugenio Siena       | Maserati    | 2:05 | 12      |
| 13   | 26 | Renato Balestrero   | Alfa Romeo  | 2:05 | 13      |
| 14   | 12 | Pierre Veyron       | Bugatti     | 2:06 | 14      |
| 15   | 2  | Earl Howe           | Maserati    | 2:08 | 15      |
| Poz. | Nr | Kierowca            | Konstruktor | Czas | Poz. s. |

### Wyścig
Źródło: kolumbus.fi
| P                                                     | + / –     | Nr | Kierowca            | Konstruktor | Okr. | Czas / Strata   | Komentarz |
| ----------------------------------------------------- | --------- | -- | ------------------- | ----------- | ---- | --------------- | --------- |
| 1                                                     | 6         | 20 | Guy Moll            | Alfa Romeo  | 100  | 3h31:31,4       |           |
| 2                                                     | 4         | 16 | Louis Chiron        | Alfa Romeo  | 100  | +1:02           |           |
| 3                                                     | Bez zmian | 8  | René Dreyfus        | Bugatti     | 99   | +1 okr          |           |
| 4                                                     | 6         | 18 | Marcel Lehoux       | Alfa Romeo  | 99   | +1 okr          |           |
| 5                                                     | Bez zmian | 28 | Tazio Nuvolari      | Bugatti     | 98   | +2 okr          |           |
| 6                                                     | 2         | 24 | Achille Varzi       | Alfa Romeo  | 98   | +2 okr          |           |
| 7                                                     | 4         | 4  | Whitney Straight    | Maserati    | 96   | +4 okr          |           |
| 8                                                     | 4         | 30 | Eugenio Siena       | Maserati    | 96   | +4 okr          |           |
| 9                                                     | 5         | 12 | Pierre Veyron       | Bugatti     | 95   | +5 okr          |           |
| 10                                                    | 5         | 2  | Earl Howe           | Maserati    | 85   | +15 okr         |           |
| Niesklasyfikowani                                     |           |    |                     |             |      |                 |           |
|                                                       |           | 22 | Carlo Felice Trossi | Alfa Romeo  | 95   | Skrzynia biegów |           |
|                                                       |           | 32 | Piero Taruffi       | Maserati    | 91   | Zapłon          |           |
|                                                       |           | 14 | Philippe Étancelin  | Maserati    | 63   | Wypadek         |           |
|                                                       |           | 26 | Renato Balestrero   | Alfa Romeo  | 51   | Dyferencjał     |           |
|                                                       |           | 10 | Jean-Pierre Wimille | Bugatti     | 18   | Hamulce         |           |
| Nie wystartowali / niedopuszczeni do ponownego startu |           |    |                     |             |      |                 |           |
|                                                       |           | 6  | Robert Benoist      | Bugatti     |      |                 |           |
| P                                                     | + / –     | Nr | Kierowca            | Konstruktor | Okr. | Czas / Strata   | Komentarz |

### Najszybsze okrążenie
Źródło: teamdan.com
| Nr | Kierowca            | Konstruktor | Czas   | Okr. |
| -- | ------------------- | ----------- | ------ | ---- |
| 22 | Carlo Felice Trossi | Alfa Romeo  | 2:00,0 |      |